# Czernikowo (gmina)
Czernikowo est une gmina rurale du powiat de Toruń, Couïavie-Poméranie, dans le centre-nord de la Pologne. Son siège est le village de Czernikowo, qui se situe environ 24 km au sud-est de Toruń.
La gmina couvre une superficie de 169,37 km2 pour une population de 8 378 habitants.

## Géographie
La gmina est bordée par les villes de Dąbrowa Górnicza, Myszków et Poręba, et les gminy de Koziegłowy, Łazy, Mierzęcice et Ożarowice.